# درعيات هولندية

شعار هولندا المصغر

دراسة شعار النبالة الهولندية يركز على استخدام الشعارات وغيرها من الشارات في مملكة هولندا. يتميز شعار النبالة الهولندي بطرازه البسيط والرصين، وبهذا المعنى هو أقرب إلى الأصول التي ترجع إلى العصور الوسطى منها إلى الأنماط المعقدة والتي وضعت في شعارات البلاد الأخرى.

## معرض صور